# Стульниковы
 Стульниковы  — опустевшая деревня в Орловском районе Кировской области. Входит в состав Орловского сельского поселения.

## География
Расположена на расстоянии примерно 3 км по прямой на север от райцентра города Орлова.

## История
Известна была с 1678 года как деревня Збоевская с 1 двором,  в 1764 году 7  жителей, в 1802 в деревне 1 двор. В 1873 году здесь (Збоевская или Стульниковы) дворов 6 и жителей 50, в 1905 11 и 60, в 1926 (Стульниковы или Сбоевская) 13 и 69, в 1950 11 и 54, в 1989 1 житель. В 1950-е годы работал колхоз «Трактор». С 2006 по 2011 год входила в состав Лугиновского сельского поселения.

## Население
Постоянное население не было учтено как в 2002 году, так и в 2010.